# Dub v Lánech na Důlku
Dub v Lánech na Důlku je památný solitérní dub letní (Quercus robur L.), který roste v městské části Lány na Důlku městského obvodu Pardubice VI města Pardubice v okrese Pardubice. Nachází se také na levém břehu řeky Labe v Pardubickém kraji a v geomorfologickém celku Východolabská tabule.

## Historie a popis
Dub v Lánech na Důlku roste u silnice.
| Výška stromu                 | 23,0 m (dle údajů z roku 2001)                              |
| Obvod kmene ve výčetní výšce | 4,25 m (dle údajů z roku 2001)                              |
| Ochranné pásmo               | vyhlášené – kruh o průměru 10 m se středem v ose paty kmene |
| Datum prvního vyhlášení      | 22. března 2001                                             |

## Další informace
Dub je celoročně volně přístupný. Leží na turistických trasách Labská cyklotrasa a Svatojakubská cesta.

## Galerie

Pohled na dub
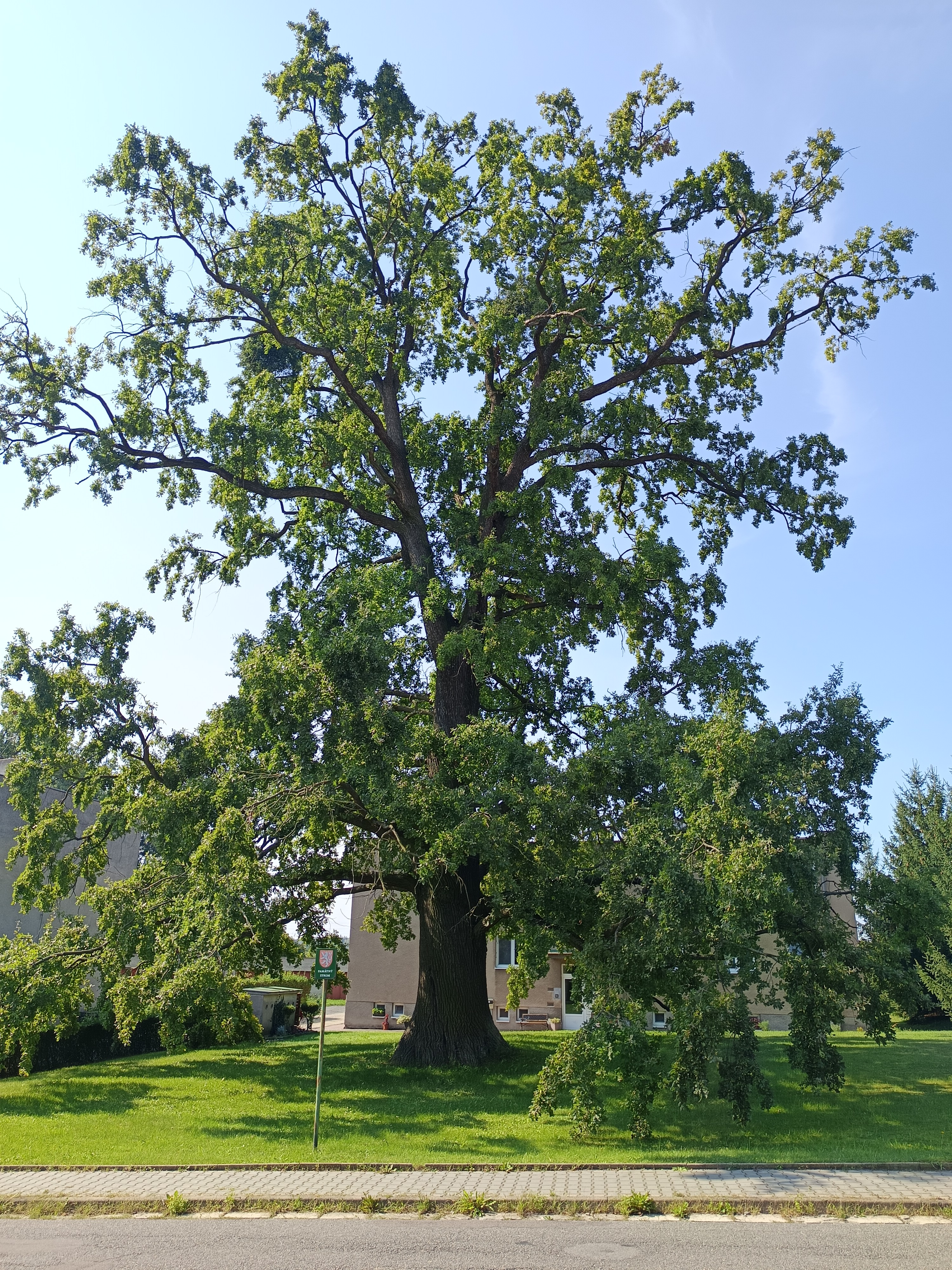
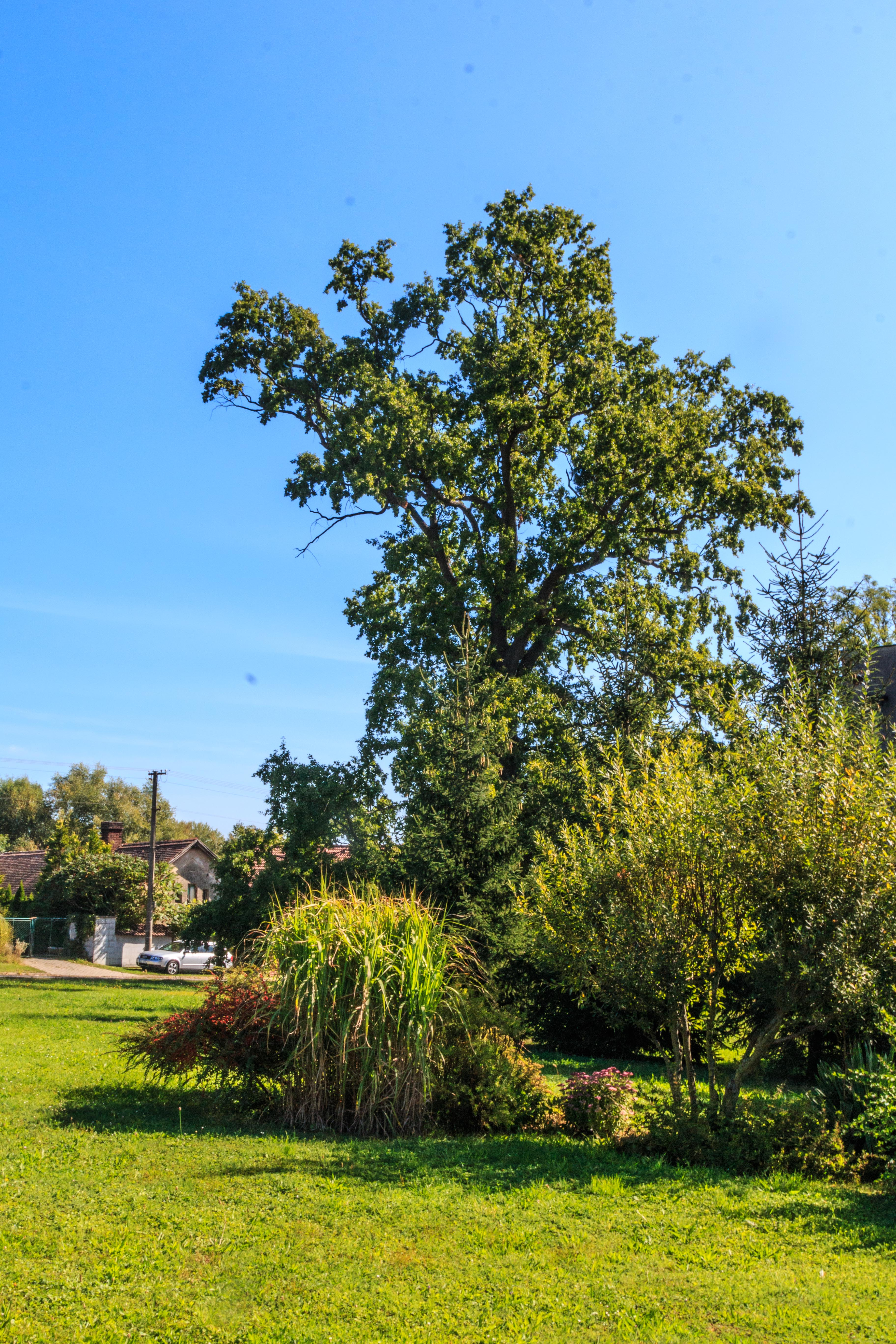
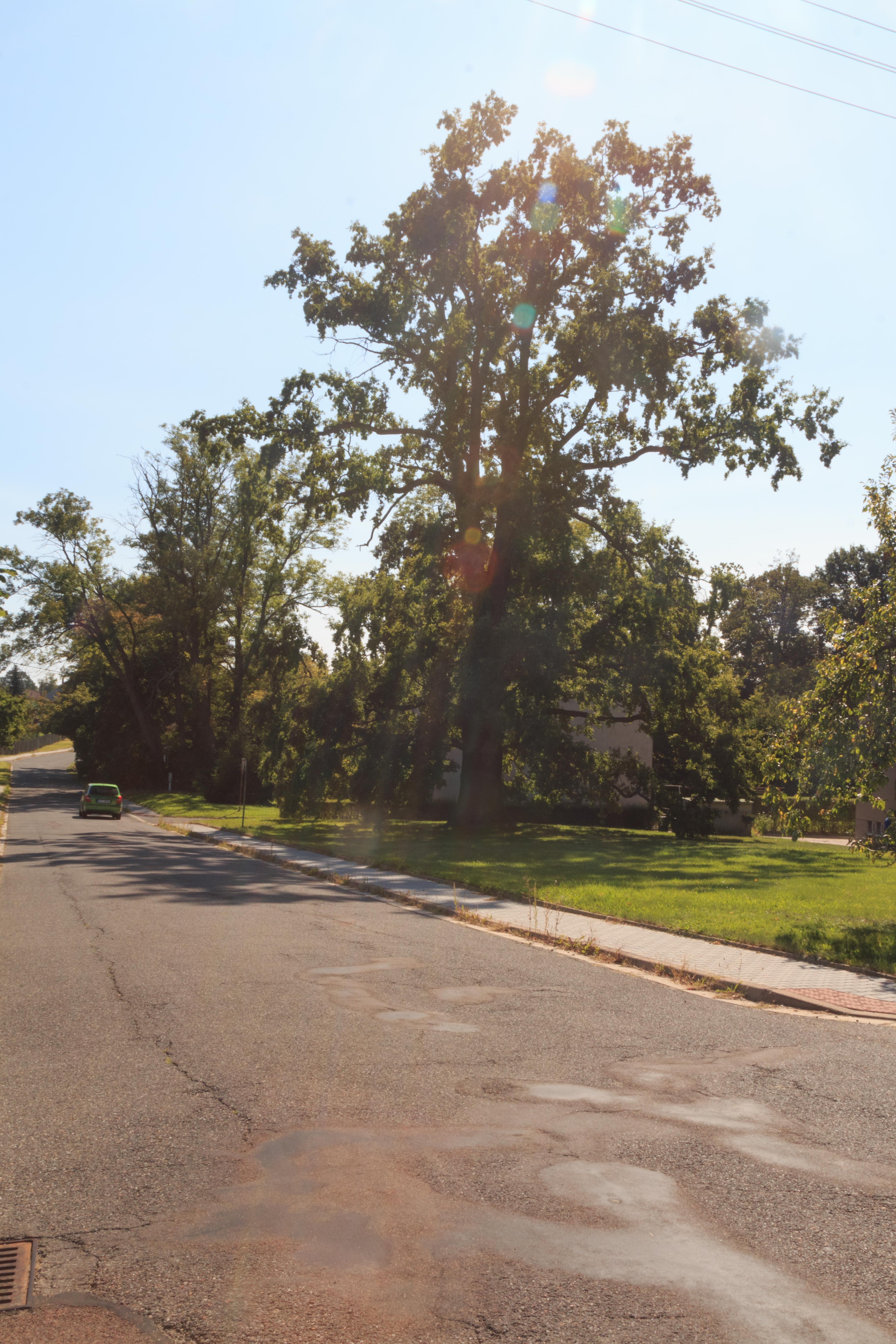